# Ram It Down
Ram It Down је једанести студијски албум хеви метал бенда Џудас прист издат 1988, од стрене Колумија рекордса, америчке издавачке куће. На албуму се налази 10 нумера које су написали Роб Халфорд, Глен Типтон, К. К. Даунинг и Чак Бери. На издању из 2001. године, налазе се додатне две нумере Night Comes Down и Bloodstone у уживом извођењу. 

## Списак песама
Издање из 2001. поседује две бонус песме.

## Састав
- Роб Халфорд - вокал, усна хармоника
- Глен Типтон - гитара, клавијатуре, споредни вокал
- К. К. Даунинг - гитара
- Јан Хил - бас гитара
- Џон Хинч - бубњеви

## Награде
Иако је Ram It Down од стране Ол мјузика оцењен оценом 2, добитних је признања Златни диск у Сједињеним Америчким Државама и Канади.